# Шрагмюллер, Эльсбет
Элизабет Шрагмюллер (нем. Elisabeth Schragmüller), более известная как Эльсбет Шрагмюллер (нем. Elsbeth Schragmüller; 7 августа 1887 — 24 февраля 1940) — немецкая политолог, в годы Первой мировой войны разведчица германской армии, сотрудница отдела III b (военной разведки). Руководила германской шпионской сетью во Франции, собирая и передавая информацию Верховному командованию Германской императорской армии.

## Биография
Элизабет Шрагмюллер родилась 7 августа 1887 года в Шлюссельбурге, около Петерсхагена. Она была старшей из четырёх детей в семье прусского офицера и амтманна (судебного пристава) Карла Антона Шрагмюллера (нем. Carl Anton Schragmüller, 1858—1934) и Гаттин Валеска, урождённой Крамер фон Клаусбрух (нем. Gattin Valeska, 1861–1945). У неё был младший брат Конрад (1895—1934), будущий руководитель штурмовых отрядов и начальник полиции Магдебурга.
Своё детство Шрагмюллер провела сначала в Шлюссельберге, затем с двух до девяти лет жила у своей бабушки Элизы Клары Шрагмюллер (нем. Elise Clara Schragmüller), урождённой Неринг Бёгель (нем. Nering Bögel) в Мюнстере, где посещала народную школу. Позже её отправили учиться в пансион для девушек в Веймаре, а затем она перешла в основанную в 1893 году первую немецкую гимназию для девушек — гимназию Лессинга в Карлсруэ, которую окончила в 1908 году. С 1910 по 1914 годы она училась во Фрайбургском университете Альберта Людвига, изучая политологию. В 1913 году она окончила университет и получила степень доктора, защитив работу «Братство бурильщиков и сверлильщиков во Фрайбурге и Вальдкирхе» (нем. Die Bruderschaft der Borer und Balierer von Freiburg und Waldkirch) и став тем самым одной из первых немок, получивших высшее образование в Германии. После окончания она устроилась работать в берлинскую образовательную организацию Lette-Verein преподавать гражданское право. В июне 1914 года она выступила в Берлине на конференции Центрального управления народного благосостояния (нем. Zentralstelle für Volkswohlfahrt) с лекцией о трудоустройстве «фабричных медсестёр» (нем. Fabrikpflegerinnen) как «связующем звене между фабричным руководством и семьями рабочих» (нем. Bindeglied zwischen der Werkleitung und den Familien der Arbeiter).
После начала Первой мировой войны Шрагмюллер встретилась в Брюсселе с генерал-губернатором оккупированной Бельгии Кольмаром фон дер Гольцем, который назначил её сотрудницей отдела VII комендантуры гарнизона Брюсселя, который занимался изучением перехваченных писем бельгийских солдат. Позже она была переведена в центр сбора развединформации и, пройдя небольшое обучение, устроилась работать в отдел III b (военная разведка) Генерального штаба в Лилле. В 1915 году Вальтер Николаи назначил её руководителем французского отдела в Управлении военной разведки Антверпена. К концу войны у неё был ранг старшего лейтенанта. Несмотря на свои старания, Железный крест она так и не получила: в июне 1915 года кайзер постановил, что женщины не могут быть представлены к этой награде. Также известно, что она была начальницей известнейшей шпионки Маты Хари.
После окончания войны в 1918 году Шрагмюллер вернулась к преподавательской деятельности и в 1921 году, сменив Гётца Брифса, стала первой женщиной-преподавателем Фрайбургского университета, начав преподавать национальную экономику на кафедре под руководством Карла Диля. Несколько лет спустя она переехала с семьёй в Мюнхен. В 1934 году она ушла из университета: этому предшествовали смерть отца и гибель брата Конрада во время Ночи длинных ножей. Предполагается, что одной из причин ухода могла стать нехватка денег. Эльсбет Шрагмюллер умерла 24 февраля 1940 года в Мюнхене от туберкулёза костей в своей квартире.

## Легенды
Поскольку работа женщины в разведке была в те годы невиданным делом, вокруг Эльсбер Шрагмюллер стали распространяться многочисленные городские легенды и мифы. За Шрагмюллер закрепилось множество прозвищ, самым распространённым из которых было «Госпожа Доктор» или «Мадемуазель Доктор» (фр. Mademoiselle Docteur, нем. Fräulein Doktor). Слухи о шпионке ходили в странах Антанты давно, но её личность не удавалось установить никому.
После Первой мировой войны поиски загадочной разведчицы активизировались. В 1929 году Шрагмюллер раскрыла свою личность после публикации работы «Из истории немецкой разведывательной службы» (нем. Aus dem deutschen Nachrichtendienst), цитируемой специалистами и в 1930-е годы. В 1931 году она выступала перед офицерами во Фрайбурге и на собрании Флотского союза немецких женщин (нем. Flottenbunds Deutscher Frauen), сестринской организации Немецкого флотского союза в Берлине, читая доклады о немецкой разведывательной деятельности в Первую мировую и о своей работе с Мата Хари.
В 1934 году в прессе появились ложные сообщения о том, что Эльсбет Шрагмюллер умерла в санатории под Цюрихом, где находилась под именем Анна-Мария Лессер (нем. Anne-Marie Lesser). В 1945 году американцами было обнаружено личное дело Шрагмюллер: в их руки попало досье генерал-майора Фридриха Гемппа на военнослужащих рейхсвера. Досье хранилось в Национальном управлении архивов и документации в Вашингтоне, а в 1970-е годы его вернули в Германию, и оно было передано Фрайбургскому военному архиву.
Историю разведывательной деятельности Шрагмюллер экранизировали неоднократно, однако первоисточником для ряда этих экранизаций был роман Ганса Рудольфа Берндорффа «Шпионаж!» (нем. Spionage!) 1929 года, в которой тот выводил Шрагмюллер под именем Анна-Мария Лессер (нем. Annemarie Lesser). В романе утверждалось, что героиня якобы родила мёртвого ребёнка в 16 лет от некоего офицера, была изгнана из родительского дома, была наркоманкой-морфинистской, а после войны оказалась в психиатрической лечебнице. Во время своей работы в разведке она представлялась студенткой и медсестрой, пережив немало любовных и эротических приключений. Роман был экранизирован в виде фильмов «В поисках Стамбула» (1934), «Улица теней» (1936, также известен под названиями «Салоники, гнездо шпионов» и «Мадемуазель Доктор») и «По тайному приказу» (1937, англоязычная версия предыдущего фильма). В 1933 году офицер французской разведки Жорж Ляду (фр. Georges Ladoux, 1875—1933), который участвовал в раскрытии Мата Хари, заявил, что никакого человека по имени Анна-Мария Лессер не существовало, а вот Эльсбет Шрагмюллер была ему известна. С Шрагмюллер был знаком режиссёр Арнольд Фанк, который планировал снять о ней фильм, однако эти планы так и не были реализованы.
Магнус Хиршфельд утверждал, что Шрагмюллер отправилась на бельгийский фронт через Париж по поддельному паспорту, чтобы собрать сведения о силах Антанты и укреплениях Льежа. Через линию фронта он перебралась под видом жены фермера. В 1916 году она возобновила свою разведывательную деятельность в Париже, перебравшись в Германию обратно через швейцарскую границу, а затем в 1918 году снова прибыла во Францию под легендой медсестры из Южной Африки и собирала там информацию, а затем во французской униформе снова сбежала из больницы.
По словам Марианн Валль, Эльсбет Шрагмюллер не занималась непосредственно разведывательной деятельностью, но занималась подготовкой других разведчиц в Антверпене для деятельности за линией фронта. Часть слухов о себе она сочинила сама, чтобы сбить с толку преследователей.
По словам друга Шрагмюллер Вальтера Николаи, нельзя исключать, что её услугами в теории могли воспользоваться и во время Второй мировой войны.

Я не женоненавистник, но считаю, что, кроме «фрейлейн Доктор», не было женщины-шпионки или женщины — охотника за шпионами, которая могла бы сравниться с выдающимся шпионом мужчиной.
— О. Пинто, Охотник за шпионами

## Публикации
- Die Bruderschaft der Borer und Balierer von Freiburg und Waldkirch. Beitrag zur Gewerbegeschichte des Oberrheins. (Volkswirtschaftliche Abhandlungen der badischen Hochschulen. NF 30). Braun, Karlsruhe i. B. 1914.
- Aufzeichnungen von Fräulein Dr. Schragmüller, Leiterin der Abteilung Frankreich der Kriegsnachrichtenstelle Antwerpen, über die Deserteuragenten-Organisation; Bundesarchiv-Militärarchiv Freiburg im Breisgau (RW 5 OKW / Amt Ausland/Abwehr, 49 General a. D. Friedrich Gempp, Geheimer Nachrichten-Dienst und Spionageabwehr des Heeres. II. Teil: In Weltkrieg 1914–1918, Beilage 2, S. 216–221)
- Das sozialistische System von Robert Wilbrandt. In: Jahrbücher für Nationalökonomie und Statistik. 115 (1920), S. 193–224. (Digitalisat im Internet Archive)
- Ratgeber für das nationalökonomische Studium. Im Auftrag und mit einem Vorwort von K. Diehl. (Hochschul-Hefte. Serie 12, Universität Freiburg 1/2). Niemeyer, Halle (Saale) 1921.
- Das Problem der Goldwerte. In: Jahrbücher für Nationalökonomie und Statistik. 119 (1922), S. 145–149. (Digitalisat im Internet Archive)
- Aus dem deutschen Nachrichtendienst. In: Walter Jost, Friedrich Felger (Hrsg.): Was wir vom Weltkrieg nicht wissen. Andermann, Berlin 1929, S. 138–155.
  - Wolfgang Foerster (Hrsg.): Kämpfer an vergessenen Fronten. Deutsche Buchvertriebsstelle, Berlin 1931, S. 433–441. (Digitalisat der Oberösterreichischen Landesbibliothek Linz)
  - 2. Aufl. H. Fikentscher Verlag, Leipzig 1938, S. 124–138. (Digitalisat der Oberösterreichischen Landesbibliothek Linz)

## Образ в фильмах
- «В поисках Стамбула[англ.]» (США, 1934; производство Metro-Goldwyn-Mayer, режиссёр Сэм Вуд). Роль исполнила Мирна Лой.
- «Мадемуазель Доктор» (Франция, 1936; режиссёр Георг Вильгельм Пабст, в США вышел под названием «Улица теней[англ.]»). Роль исполнила Дита Парло.
- «Мадемуазель Доктор» (Великобритания, 1937; режиссёр Эдмон Т. Гревиль, в США вышел названием «По тайному приказу»; англоязычная версия фильма Пабста). Роль исполнила Дита Парло.
- «Шпионка без имени[серб.]» (Италия, СФРЮ, 1969; продюсер Дино Де Лаурентис, режиссёр Альберто Латтуада). Роль исполнила Сьюзи Кендалл.
- «Аннемари Лессер» (Германия, 1971; режиссёр Рудольф Югерт[нем.]). Роль исполнила Кристина Водецки.
- «Мата Хари» (США, 1985; режиссёр Кёртис Харрингтон[англ.]). Роль исполнила Гэйе Браун.
- «Мата Хари» (Россия, Португалия, Испания, 2016; режиссёры Деннис Берри[англ.], Джулиус Берг, Ольга Ряшина). Роль исполнила Ксения Раппопорт.
- «Мата Хари — танец со смертью[нем.]» (Германия, 2017; режиссёр Кай Кристиансен[нем.]). Роль исполнила Нора Вальдштеттен[нем.].